# Lista stadionów piłkarskich w Urugwaju
Lista stadionów piłkarskich w Urugwaju składa się z obiektów drużyn znajdujących się w Primera División (I poziomie ligowym Urugwaju) oraz Segunda División (II poziomie ligowym Urugwaju). Na najwyższym poziomie rozgrywkowym znajduje się 16 drużyn oraz na drugim poziomie 14 drużyn, których stadiony zostały przedstawione w poniższej tabeli według kryterium pojemności, od największej do najmniejszej. Tabela uwzględnia również miejsce położenia stadionu (miasto oraz region), klub do którego obiekt należy oraz rok jego otwarcia lub renowacji.
Do listy dodano również stadiony o pojemności powyżej 5 tys. widzów, które są areną domową drużyn z niższych lig lub obecnie w ogóle nie rozgrywano mecze piłkarskie.
Na trzech stadionach z listy: Estadio Pocitos, Estadio Parque Central i Estadio Centenario w Montevideo zostały rozegrane Mistrzostwa Świata w Piłce Nożnej 1930, które organizował Urugwaj. Na Estadio Centenario w Montevideo został rozegrany finał tych mistrzostw.
Legenda:

    – stadiony w budowie lub przebudowie

    – stadiony zamknięte lub zburzone
| Lp | Nazwa stadionu                                        | Miejscowość            | Region         | Drużyny                                                        | Otwarty / renowacja | Pojemność      | Zdjęcie |
| -- | ----------------------------------------------------- | ---------------------- | -------------- | -------------------------------------------------------------- | ------------------- | -------------- | ------- |
| 1  | Estadio Centenario                                    | Montevideo             | Montevideo     | Reprezentacja Urugwaju, CA Peñarol                             | 1930                | 65 235         |         |
| 2  | Estadio Campeón del Siglo                             | Montevideo             | Montevideo     | CA Peñarol                                                     | 2016                | 40 000         |         |
| 3  | Estadio Atilio Paiva Olivera                          | Rivera                 | Rivera         | Frontera Rivera                                                | 1927                | 27 135         |         |
| 4  | Estadio Gran Parque Central                           | Montevideo             | Montevideo     | Club Nacional de Football                                      | 1900                | 26 500         |         |
| 5  | Estadio Luis Tróccoli                                 | Montevideo             | Montevideo     | CA Cerro                                                       | 1964                | 25 000         |         |
| 6  | Estadio Parque Artigas                                | Paysandú               | Paysandú       | Paysandu FC, Bella Vista Paysandú                              | 1994                | 23 000         |         |
| 7  | Estadio Domingo Burgueño                              | Maldonado              | Maldonado      | Deportivo Maldonado                                            | 1994                | 22 000         |         |
| 8  | Estadio Jardines del Hipódromo                        | Montevideo             | Montevideo     | Danubio FC                                                     | 1957                | 18 000         |         |
| 9  | Estadio Luis Franzini                                 | Montevideo             | Montevideo     | Defensor Sporting                                              | 1963/ 1988          | 18 000         |         |
| 10 | Estadio José Nasazzi                                  | Montevideo             | Montevideo     | Club Atlético Bella Vista                                      | 1929                | 15 000         |         |
| 11 | Estadio Charrúa                                       | Montevideo             | Montevideo     |                                                                | 1984/ 2006          | 14 000         |         |
| 12 | Estadio José Pedro Damiani                            | Montevideo             | Montevideo     | CA Peñarol                                                     | 1916                | 12 000         |         |
| 13 | Estadio Parque Artigas                                | Las Piedras            | Canelones      | Juventud Las Piedras                                           | 2002                | 12 000         |         |
| 14 | Estadio Supicci                                       | Colonia del Sacramento | Colonia        | Plaza Colonia                                                  |                     | 12 000         |         |
| 15 | Estadio Complejo Rentistas                            | Montevideo             | Montevideo     | Rentistas Montevideo, Boston River Montevideo                  | 1998                | 10 600         |         |
| 16 | Estadio Municipal Doctor Mario Sobrero                | Rocha                  | Rocha          | Rocha FC                                                       | 1955                | 10 000         |         |
| 17 | Estadio Municipal Parque Liebig's                     | Fray Bentos            | Río Negro      | Anglo Fray Bentos                                              | 1960/ 2011          | 10 000         |         |
| 18 | Estadio Parque Alfredo Víctor Viera                   | Montevideo             | Montevideo     | Montevideo Wanderers                                           | 1933                | 10 000         |         |
| 19 | Estadio Parque Huracán                                | Montevideo             | Montevideo     | Huracán Buceo                                                  |                     | 10 000         |         |
| 20 | Estadio Municipal Arquitecto Antonio Eleuterio Ubilla | Melo                   | Cerro Largo    | Cerro Largo Melo                                               |                     | 9 000          |         |
| 21 | Estadio Belvedere                                     | Montevideo             | Montevideo     | Liverpool Montevideo                                           | 1909                | 8 500          |         |
| 22 | Estadio Parque Osvaldo Roberto                        | Montevideo             | Montevideo     | Racing Club de Montevideo                                      | 1941                | 8 500          |         |
| 23 | Estadio Juan Antonio Lavalleja (Minas)                | Minas                  | Lavalleja      | Las Delicias Minas                                             | 1956                | 8 000          |         |
| 24 | Estadio Miguel Campomar                               | Juan Lacaze            | Colonia        | Colonia Juan Lacaze                                            |                     | 8 000          |         |
| 25 | Estadio Obdulio Varela                                | Montevideo             | Montevideo     | CSD Villa Española, Canadian Montevideo                        | 2002                | 8 000          |         |
| 26 | Estadio Parque Maracaná                               | Montevideo             | Montevideo     | Cerrito Montevideo                                             | 2008                | 8 000          |         |
| 27 | Estadio Raúl Goyenola                                 | Tacuarembó             | Tacuarembó     | Tacuarembó FC                                                  | 1955                | 8 000          |         |
| 28 | Estadio Campeones Olímpicos                           | Montevideo             | Montevideo     | El Tanque Sisley Montevideo                                    | 1970                | 7 000          |         |
| 29 | Estadio Juan Antonio Lavalleja (Trinidad)             | Trinidad               | Flores         | Porongos Trinidad                                              | 1960                | 7 000          |         |
| 30 | Estadio Ernesto Dickinson                             | Salto                  | Salto          | Salto FC                                                       |                     | 6 500          |         |
| 31 | Estadio Parque Palermo                                | Montevideo             | Montevideo     | Central Español Montevideo                                     | 1937                | 6 500          |         |
| 32 | Estadio Atenas                                        | San Carlos             | Maldonado      | Atenas San Carlos                                              |                     | 6 000          |         |
| 33 | Estadio Empleados del Comercio                        | Treinta y Tres         | Treinta y Tres |                                                                |                     | 6 000          |         |
| 34 | Estadio Martínez Monegal                              | Las Piedras            | Canelones      | Juventud Las Piedras                                           |                     | 6 000          |         |
| 35 | Estadio Matías González                               | Artigas                | Artigas        | San Eugenio Artigas                                            |                     | 6 000          |         |
| 36 | Estadio Parque Julio Pozzi                            | Salto                  | Salto          | Salto FC                                                       |                     | 6 000          |         |
| 37 | Estadio Parque Carlos Ángel Fossa                     | Montevideo             | Montevideo     | Sud América Montevideo                                         | 1935                | 6 000          |         |
| 38 | Estadio Olímpico                                      | Montevideo             | Montevideo     | Rampla Juniors                                                 | 1923                | 6 000          |         |
| 39 | Estadio Parque Capurro                                | Montevideo             | Montevideo     | Fénix Montevideo                                               |                     | 5 500          |         |
| 40 | Estadio Parque Abraham Paladino                       | Montevideo             | Montevideo     | Progreso Montevideo                                            | 1983                | 5 400          |         |
| 41 | Estadio Parque Federico Omar Saroldi                  | Montevideo             | Montevideo     | River Plate Montevideo (1932–), Olimpia Montevideo (1926–1932) | 1926/ 2008          | 5 165          |         |
| 42 | Estadio La Bombonera                                  | Montevideo             | Montevideo     | Basáñez Montevideo                                             | 1981                | 5 000          |         |
| 43 | Estadio Parque Estudiantil                            | Paysandú               | Paysandú       | Estudiantil Sanducero Paysandú                                 |                     | 5 000          |         |
| 44 | Estadio Municipal de Pando                            | Pando                  | Canelones      | Cinco Esquinas de Pando                                        |                     | 4 000          |         |
| 45 | Estadio Parque Luis Méndez Piana                      | Montevideo             | Montevideo     | Miramar Miramar Misiones                                       |                     | 4 000          |         |
| 46 | Estadio Parque Salus                                  | Montevideo             | Montevideo     | Salus Montevideo, Club Atlético Villa Teresa                   |                     | 4 000          |         |
| 47 | Estadio Municipal Casto Martínez Laguarda             | San José de Mayo       | San José       | Río Negro San José                                             | 1943                | 3 810          |         |
| 48 | Estadio Víctor Della Valle                            | Montevideo             | Montevideo     | El Tanque Sisley Montevideo                                    | 1983                | 2 500          |         |
| 49 | Estadio Parque Pedro Ángel Bossio                     | Montevideo             | Montevideo     | Huracán FC                                                     |                     | 2 000          |         |
| 50 | Estadio Complejo Daniel Marsicano                     | Montevideo             | Montevideo     | Torque Montevideo                                              |                     | 1 000          |         |
| –  | Parque Pereira                                        | Montevideo             | Montevideo     | Reprezentacja Urugwaju (1917–1920)                             | 1917                | rozebrano 1920 |         |
| –  | Estadio Pocitos                                       | Montevideo             | Montevideo     | Reprezentacja Urugwaju (1921–1930), CA Peñarol (1921–1933)     | 1960                | rozebrano 1940 |         |